# Доротея Пфальц-Зиммернская
Доротея Пфальц-Зиммернская (нем. Dorothea von Pfalz-Simmern; 6 января 1581, Кайзерслаутерн — 18 сентября 1631, Зандерслебен, Саксония-Анхальт) — пфальцграфиня Зиммернская, в замужестве княгиня Ангальт-Дессауская.

## Биография
Доротея — единственная дочь пфальцграфа Иоганна Казимира Зиммернского и Елизаветы Саксонской (1552—1590), дочери курфюрста Августа Саксонского. 21 февраля 1595 года в Гейдельберге Доротея вышла замуж за князя Иоганна Георга I Ангальт-Дессауского. Замужество Доротеи устроил её опекун, курфюрст Фридрих IV Пфальцский. Под влиянием супруги Иоганн Георг I перешёл в кальвинизм. После смерти супруга Доротея удалилась в свои вдовьи владения в Зандерслебене. Доротею Пфальц-Зиммернскую похоронили в церкви Святой Марии в Дессау.

## Потомки
В браке с Иоганном Георгом I у Доротеи родились:
- Иоганн Казимир (1596—1660), князь Ангальт-Дессау, женат на Агнессе Гессен-Кассельской (1606—1650), затем на Софии Маргарите Ангальт-Бернбургской (1615—1673)
- Анна Елизавета (1598—1660), замужем за графом Вильгельмо Генрихом Бентгейм-Штейнфуртским (1584—1632)
- Фридрих Мориц (1600—1610)
- Элеонора Доротея (1602—1664), замужем за герцогом Вильгельмом Саксен-Веймарским (1598—1662)
- Сибилла Кристина (1603—1686), замужем за графом Филиппом Морицем Ганау-Мюнценбергским (1605—1627), затем за графом Фридрихом Казимиром Ганау-Лихтенбергским (1623—1685)
- Генрих Вальдемар (1604—1606)
- Георг Ариберт (1606—1643), женат на Иоганне Елизавете фон Кросигк
- Кунигунда Юлиана (1608—1683), замужем за ландграфом Германом IV Гессен-Ротенбургским (1607—1658)
- Сузанна Маргарита (1610—1663), замужем за графом Иоганном Филиппом Ганау-Лихтенбергским (1626—1669)
- Иоганна Доротея (1612—1695), замужем за графом Морицем Бентгейм-Текленбургским (1615—1674)
- Ева Екатерина (1613—1679)